# Langues de Bougainville du Sud
Les langues bougainville du Sud sont une famille de langues papoues parlées dans le Sud de la province de Bougainville, en Papouasie-Nouvelle-Guinée.

## Classification
Les langues bougainville du Sud sont rattachées à une famille hypothétique, les langues papoues orientales. L'existence de cette famille est actuellement remise en cause.

## Liste des langues
Selon Foley, les langues bougainville du Sud sont:
- naasioi
- nagovisi
- buin
- siwai